# Sidoluhur (Godean)
Sidoluhur is een bestuurslaag in het regentschap Sleman van de provincie Jogjakarta, Indonesië. Sidoluhur telt 9466 inwoners (volkstelling 2010).